# Edson da Silva
Edson Isaías Freitas da Silva (Porto Alegre, 25 de marzo de 1982) es un deportista brasileño que compitió en piragüismo en la modalidad de aguas tranquilas. Ganó cuatro medallas en los Juegos Panamericanos en los años 2007 y 2015.

## Palmarés internacional
| Juegos Panamericanos | Juegos Panamericanos    | Juegos Panamericanos | Juegos Panamericanos |
| Año                  | Lugar                   | Medalla              | Competición          |
| -------------------- | ----------------------- | -------------------- | -------------------- |
| 2007                 | Río de Janeiro (Brasil) | Medalla de oro       | K4 1000 m            |
| 2007                 | Río de Janeiro (Brasil) | Medalla de bronce    | K1 500 m             |
| 2015                 | Toronto (Canadá)        | Medalla de plata     | K1 200 m             |
| 2015                 | Toronto (Canadá)        | Medalla de bronce    | K2 200 m             |